# Arnaud Pic
Pour les articles homonymes, voir Pic.

a Compétitions nationales et continentales officielles uniquement.

Dernière mise à jour le 14 juillet 2020.
Arnaud Pic, né le 21 novembre 1985 au Puy-en-Velay, est un joueur français de rugby à XV qui évolue au poste de demi de mêlée.

## Biographie
Né au Puy-en-Velay, Arnaud Pic grandit dans la Haute-Loire, vivant dans la commune de Couteuges. Avant de se consacrer au rugby, il pratique le football au FC Paulhaguet, alors qu'il fait ses études au collège du Val de Senouire à Paulhaguet[réf. nécessaire].
Il est formé au sein des écoles de rugby du RC Langeac et du SC Brioude.
En 2005, il évolue en tant qu'espoir au centre de formation de l'ASM Clermont. Après trois saisons chez les Auvergnats, il continue sa carrière au CA Brive et à l'US Oyonnax,.
En 2014, Pic n'est pas conservé par le Stade montois après y avoir joué deux années. Il signe en faveur du club voisin landais, l'US Dax, un contrat d'une saison plus une optionnelle, faisant suite aux contacts avancés de l'été précédent. Son contrat est prolongé à deux reprises pour une durée d'un an, en 2016, et 2017. Il se voit attribuer le rôle de capitaine pour la saison 2017-2018.
Après quatre saisons à Dax, Pic signe un pré-contrat dès le mois de janvier avec l'AS Béziers ; il signe officiellement son contrat au mois de mai pour deux saisons. À l'issue de l'intersaison 2020, il n'est pas conservé par le club.

## Palmarès
- Championnat de France de rugby à XV :
  - Finaliste : 2007 et 2008 avec l'ASM Clermont.
- Challenge européen :
  - Vainqueur : 2007 avec l'ASM Clermont.
- Champion du monde universitaire à sept[réf. nécessaire].
- Champion de France UNSS 2004 à sept[réf. nécessaire].